# Falsomordellistena hime
Falsomordellistena hime là một loài bọ cánh cứng trong họ Mordellidae. Loài này được Kôno miêu tả khoa học năm 1928.